# Finale della Coppa delle Fiere 1955-1958
La finale della 1ª edizione della Coppa delle Fiere fu disputata in gara d'andata e ritorno tra London XI e Barcelona XI (riconosciuto a posteriori come Barcellona).
Il 3 marzo 1958 allo Stamford Bridge di Londra la partita, arbitrata dal tedesco Albert Dusch, finì 2-2. La gara di ritorno si disputò dopo due mesi al Camp Nou di Barcellona e fu arbitrata dallo stesso arbitro. Il match terminò 6-0 e ad aggiudicarsi il trofeo fu la squadra spagnola.

## Il cammino verso la finale
Il Barcelona XI, rappresentativa della città di Barcellona composta unicamente da calciatori del'omonimo club, esordì nel dicembre 1955 contro la rappresentativa di Copenaghen vincendo 6-2 in casa e pareggiando 1-1 in Danimarca. In semifinale affrontò gli inglesi del Birmingham City nel 1957, perdendo 4-3 la gara d'andata disputata in Inghilterra e vinse 1-0 il ritorno a Barcellona. Poiché non era stata ancora introdotta la regola dei gol fuori casa fu necessario uno spareggio, giocato a Basilea, che vide vincitore il Barcellona per 2-1.
Il London XI, rappresentativa costituita da giocatori militanti in varie squadre della città di Londra, giocò tra il 1955 e il 1957 quattro partite nel girone D, battendo due volte la rappresentativa di Basilea (5-0 e 1-0) e una volta quella di Francoforte (3-2). Proprio contro quest'ultima subì una sconfitta per 1-0. In semifinale gli svizzeri del Losanna vinsero 2-1 la gara d'andata in Svizzera, ma persero 2-0 il ritorno a Londra.

## Le partite
A Londra va in scena la prima edizione della finale di Coppa delle Fiere tra la London XI, rappresentata da cinque club londinesi, e il Barcelona XI, che schiera 11 giocatori blaugrana. Entrambe le squadre si lanciano in attacco senza fronzoli dando vita a un match spettacolare. Al settimo minuto, da un'azione sulla sinistra di Evaristo, arriva la rete del vantaggio spagnolo con un bel tiro di Eulogio Martínez. Passano solo tre minuti e il London XI trova la rete del pareggio con Jimmy Greaves che sfrutta un'uscita incerta di Estrems. Alla mezz'ora il nuovo vantaggio del Barcelona XI, ancora da un'azione di Evaristo che serve Justo Tejada, il quale fa secco Jack Kelsey e il primo tempo si chiude sul 2-1. A pochi minuti dallo scadere, un dubbio rigore fischiato agli inglesi permette a Langley di pareggiare.
A Barcellona, dopo due mesi, si incontrano nuovamente le due rappresentative. Stavolta il match è tutto in favore degli spagnoli che dopo soli 8 minuti è già in vantaggio di due reti grazie a Luis Suárez. Sul finire del primo tempo Martínez firma il 3-0. Nella ripresa una doppietta del laterale brasiliano Evaristo, con in mezzo un gol di Martí Vergés, sentenziano il tennistico 6-0 e la vittoria della prima edizione di Coppa delle Fiere per il Barcelona XI (in seguito il titolo verrà riconosciuto al Barcellona).

## Tabellini

### Andata
| Arbitro: | Albert Dusch |

|                                |           |                        |
| Greaves 10’ Langley 88’ (rig.) | Marcatori | 7’ Martínez 35’ Tejada |

| London XI | Barcellona XI |

| P           | 1  | Jack Kelsey        |
| D           | 2  | Peter Sillett      |
| D           | 3  | Jim Langley        |
|             | 4  | Danny Blanchflower |
|             | 5  | Maurice Norman     |
|             | 6  | Ken Coote          |
|             | 7  | Vic Groves         |
|             | 8  | Jimmy Greaves      |
| A           | 9  | Bobby Smith        |
|             | 10 | Johnny Haynes      |
|             | 11 | George Robb        |
| Allenatore: |    |                    |
| Joe Mears   |    |                    |

| P                | 1 | Pedro Estrems     |
|                  |   | Ferran Olivella   |
|                  |   | Joan Segarra      |
|                  |   | Martí Vergés      |
|                  |   | Enric Gensana     |
|                  |   | Enrique Ribelles  |
|                  |   | Estanislao Basora |
|                  |   | Evaristo          |
|                  |   | Eulogio Martínez  |
|                  |   | Ramón Villaverde  |
|                  |   | Justo Tejada      |
| Allenatore:      |   |                   |
| Domènec Balmanya |   |                   |

### Ritorno
| Arbitro: | Albert Dusch |

|                                                         |           |  |
| Suárez 6’, 8’ Martínez 42’ Evaristo 52’, 75’ Vergés 63’ | Marcatori |  |

| Barcelona XI | London XI |

| P               | 1 | Antoni Ramallets  |
|                 |   | Ferran Olivella   |
|                 |   | Joan Segarra      |
|                 |   | Martí Vergés      |
|                 |   | Joaquin Brugue    |
|                 |   | Enric Gensana     |
|                 |   | Justo Tejada      |
|                 |   | Evaristo          |
|                 |   | Eulogio Martínez  |
|                 |   | Luis Suárez       |
|                 |   | Estanislao Basora |
| Allenatore:     |   |                   |
| Helenio Herrera |   |                   |

| P           | 1 | Jack Kelsey        |
|             |   | George Wright      |
|             |   | Noel Cantwell      |
|             |   | Danny Blanchflower |
|             |   | Ken Brown          |
|             |   | Dave Bowen         |
|             |   | Terry Medwin       |
|             |   | Vic Groves         |
|             |   | Bobby Smith        |
|             |   | Jimmy Bloomfield   |
|             |   | Jim Lewis          |
| Allenatore: |   |                    |
| Billy Milne |   |                    |